# Бекасово (Калужская область)
Бекасово (ранее Сергиевское) — деревня в Юхновском районе Калужской области России. Входит в состав сельского поселения «Деревня Чемоданово».

## География
Расположена на правобережье реки Угра, входит в состав территории национального парка «Угра». Южнее деревни протекает река Жиздренка, приток Угры.

## Население
| 2002 | 2010 |
| ---- | ---- |
| 20   | ↘10  |

## История
В деревне располагалась усадьба, основанная предположительно во второй половине XVIII века помещиком В.П. Дурново. По наследству перешла его сыновьям Н.В и С.В. Дурново. Затем усадьба принадлежала М.В. Ленц. 
Сохранилась церковь Сергия Радонежского 1760 года постройки в стиле елизаветинского барокко. Храм построен на деньги боярина Хитрово. В основе композиции лежит восьмерик на четверике, дополняемый небольшой трапезной и полукруглой апсидой. Размеры здания 20 м в длину и 8,5 м в ширину. Имелась колокольня, однако в советское время она была разобрана. Декор фасадов представлен строенными углами трапезной, двойными пилястрами между окнами по углам трапезной и восьмерика, пилястрами между окнами, наличниками окон с фигурными замками, закруглениями колонн и другими характерными для русского барокко середины XVIII века элементами. Внутреннее убранство не сохранилось. По состоянию на 2007 год здание заброшено.